# Moseć
 Ovo je glavno značenje pojma Moseć. Za druga značenja pogledajte Moseć (Ružić).
Moseć je planina u Zagori. Pripada Dinaridima i pruža se u duljinu od 30 kilometara, paralelno sa planinom Svilajom, u pravcu sjeverozapad-jugoistok, od Drniša do Muća.
Najviši vrh Moseća je Movran (838 m, a neki izvori navode visinu od 843 m) dok su mu zapadniji vrhovi prema Drnišu sve niži npr. Crni vrh (702 m). Ostali vrhovi na Moseću su: Krpušnjak (795 m), Runjevac (749 m), Ozrnac (704 m), Umci (618 m), Ošljar (584 m) itd. Moseć je kamenita, nepristupačna planina s oskudnom vegetacijom i malo plodne zemlje. Prepoznatljiv je po svojim stožastim vrhovima koji strše iz valovitih visoravni.
U srednjem vijeku Moseć je nosio naziv Petrova gora. Toponim Petrova gora se zadržao i u osmanskom periodu. Današnji naziv Moseć počinje se koristiti tek u 18. stoljeću, a prema nekim autorima vuče porijeklo iz rimskog ili ilirskog perioda kad se Moseć navodno nazivao Massentium.
Prema legendi i nekim autorima toponimi Petrova gora (današnji Moseć) i Petrovo polje potječu od imena Petra Snačića, posljednjeg hrvatskog kralja narodne krvi.